# Noords classicisme

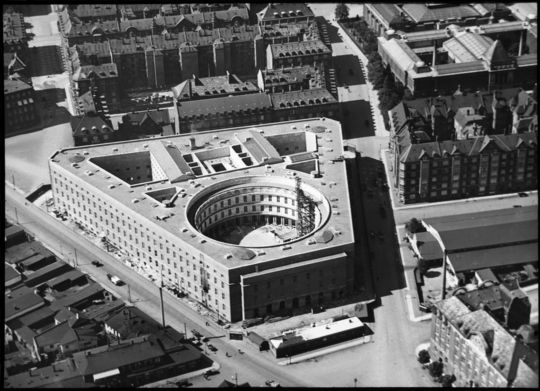
Hoofdbureau van de politie in Kopenhagen (1924), Hack Kampmann (na zijn dood voltooid).

Noords classicisme is een architectuurstijl die tussen 1910 en 1930 korte tijd tot bloei kwam in Noordse landen (Denemarken, Finland, Noorwegen en Zweden). Architecten lieten zich hiervoor inspireren door de oud-Griekse en Romeinse architectuur. Tot de heropleving in de jaren tachtig werd het Noords classicisme beschouwd als slechts een intermezzo tussen twee veel bekendere architecturale stromingen: jugendstil (ook bekend als art nouveau) en functionalisme (ook bekend als modernisme).

## Geschiedenis
De ontwikkeling van het Noords classicisme ging uit van klassieke tradities die al in de Scandinavische landen bestonden en van nieuwe ideeën die in Duitstalige culturen werden nagestreefd. Het Noords classicisme kan worden gekarakteriseerd als een combinatie van directe en indirecte invloeden uit de vernaculaire architectuur en neoclassicisme als ook het modernisme.
Het jaar 1930 wordt meestal beschouwd als het eindpunt van het Noords classicisme, omdat dat het jaar was van de Stockholm-tentoonstelling (Zweeds: Stockholmsutställningen), grotendeels ontworpen door Gunnar Asplund (1885-1956) en Sigurd Lewerentz (1885-1975), toen een meer puristisch modernisme werd onthuld als een model voor een moderne samenleving. Daarna werden echter alsnog belangrijke gebouwen in klassieke stijl gebouwd, met name het Scheepvaartmuseum in Stockholm (1931-1934) van Ragnar Östberg (1866-1945).
Bepaalde architecten hadden het hoogtepunt van hun carrière al bereikt toen de nationale romantische stijl kwam; hun laatste werken waren in de Noordse classicistische stijl. De carrière van anderen bereikten hun hoogtepunt juist met het Noords classicisme, of ze begonnen in deze stijl en werden vervolgens succesvol in het modernisme. Enkele architecten die zich, naast de Zweedse architecten Asplund, Lewerentz en Östberg, bezig hebben gehouden met het Noords classicisme zijn de Deense architecten Hack Kampmann (1856-1920), Carl Petersen (1874-1923), Kaare Klint (1888-1954) en Arne Jacobsen (1902-1971), de Finse architecten Johan Sigfrid Sirén (1889-1967), Erik Bryggman (1891-1955) en  Alvar Aalto (1898-1976), de Noren Sverre Pedersen (1882-1971), Lorentz Harboe Ree (1888-1962) en Gudolf Blakstad (1893-1985) en in bepaalde fasen van hun loopbaan ook de Zweden Carl Westman (1866-1936) en Sven Markelius (1889-1971). De architecten beperkten zich doorgaans niet tot hun eigen land, maar maakten gebruik van de levendige uitwisseling tussen de Scandinavische landen. Ze ontwierpen niet alleen gebouwen, maar hielden zich ook bezig met concepten van stadsplanning en infrastructuur. 

## Galerij

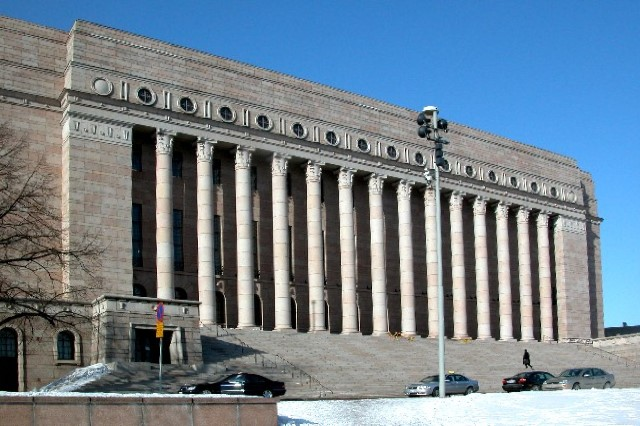
Parlement van Finland in Helsinki (1926-1931), Johan Sigfrid Sirén.
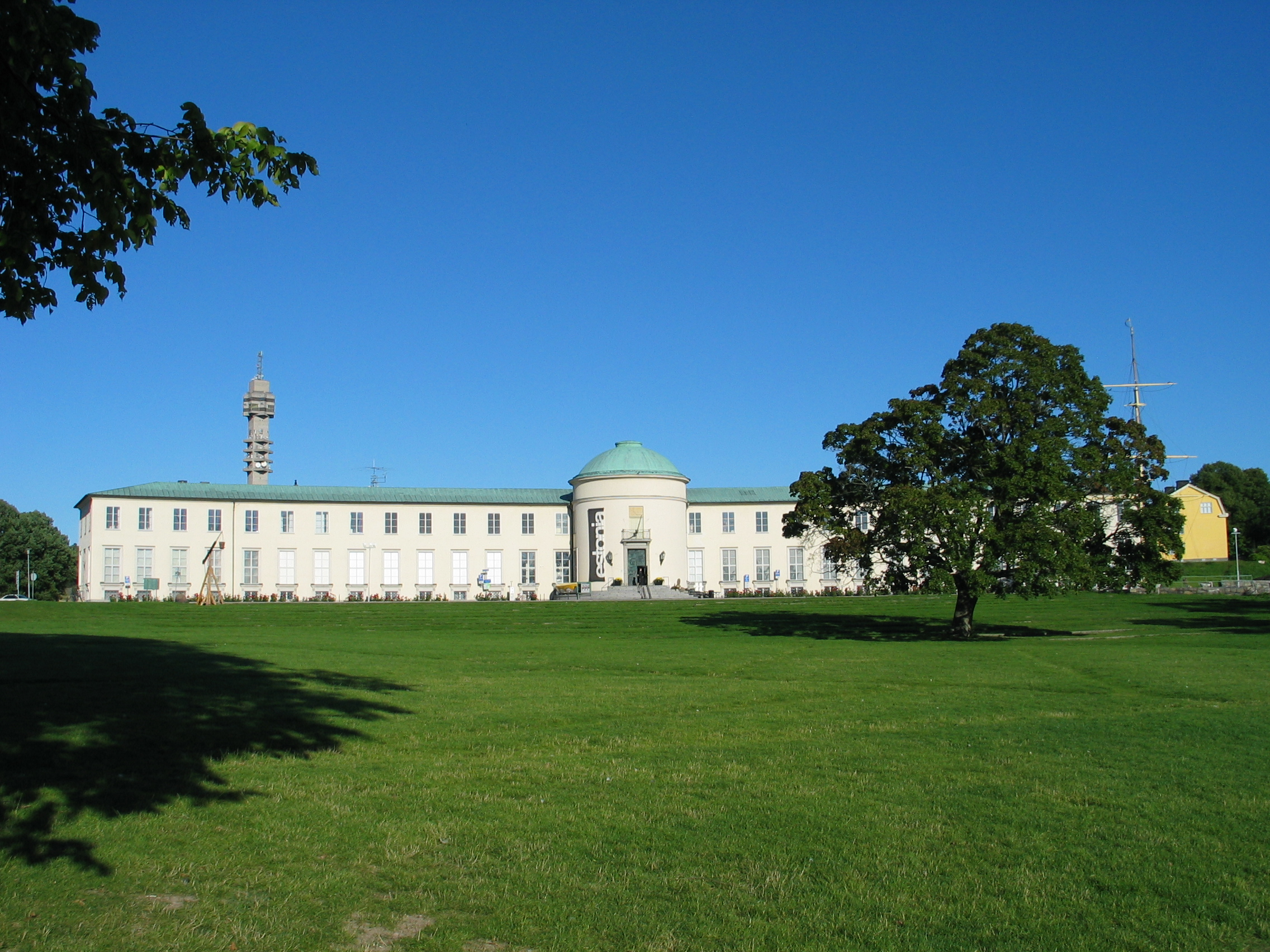
Scheepvaartmuseum in Stockholm (1931-1934), Ragnar Östberg.
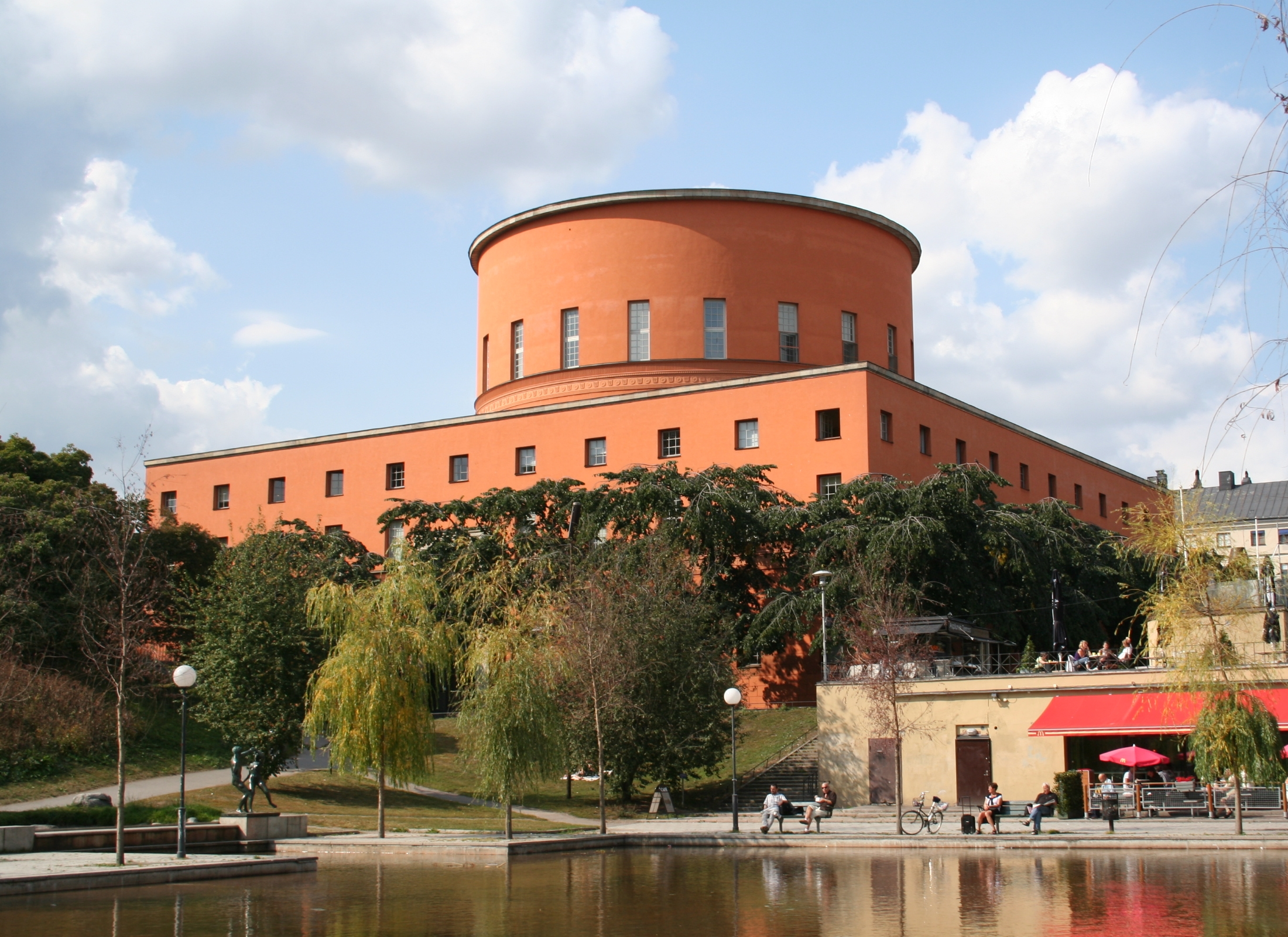
Stadsbibliotheek van Stockholm (1920-1928), Gunnar Asplund.